# Jan Černohorský
JUDr. Jan Černohorský (25. listopadu 1898, Praha - 1. listopadu 1976, Praha) byl český šermíř a olympionik.
Začal šermovat roku 1908 u mistra Vanderlinda v Praze. Během studií práv na pařížské Sorboně pak u mistrů L. Mérignaca, R. Raymonda (fleret) a A. Baudryho (kord).
Účastnil se olympijských her v Antverpách 1920 a Amsterodamu 1928 (5. místo v soutěži kordových družstev). Byl čtyřnásobným mistrem republiky (3x ve fleretu, 1x v kordu), zvítězil na mezinárodních turnajích v Brně (1923), Vídni (1928 a 1930) a na mnoha domácích soutěžích.
Po roce 1932 zanechal závodní činnosti, mimo jeho startu za národní družstvo v roce 1950 proti Polsku, a věnoval se trenérské a pedagogické činnosti. K jeho žákům patřili šermíři Čivrný, Janda, Matějíček, Bidlo, Cepák, Sitta, Kafka, Anderle a další.
Byl autorem celé řady článků o metodice a historii šermu, napsal příručku Šerm fleretem a kordem (1947), publikaci Škola šermu fleretem a kordem (1956). Byl činný jako rozhodčí a funkcionář. Jako trenér pracoval v řadě oddílů. Podílel se i na založení první skupiny historického šermu v ČR Mušketýři a Bandité. Až do své smrti byl členem ČŠK Riegel.